# Aérodrome de Kalymnos
Pour les articles homonymes, voir JKL.
L’aérodrome de Kalymnos (grec moderne : Κρατικός Αερολιμένας Καλύμνου, code IATA : JKL • code OACI : LGKY) est un aéroport sur l'île de Kalymnos, en Grèce. L'aéroport est situé à quelques kilomètres de Pothia, la capitale de Kalymnos.

## Histoire
Cet aéroport a inauguré ses activités le 10 août 2006.

## Situation

### Carte des aéroports en Grèce
| \| 50 km1:6 137 000 \| Agrinion Aktion Alexandreia Alexandroúpoli Andravida Áraxos Astypalée Athènes · E. Venizélos Céphalonie La Canée Chios Corfou Héraklion Icarie Ioannina Kalamata Kalymnos Karpathos Kassos Kastellórizo Kastoria Kavala Cythère Kos Kotroni Kozani Larissa Lemnos Leros Milos Mykonos Mytilène Naxos Néa Anchíalos Paros Rhodes Maritsa Samos Santorin Sitía Skiathos Skyros Sparte Syros Tanagra Tatoi Thessalonique Tripoli Tympaki Zante Kastelli |
| 50 km1:6 137 000 |

## Statistiques
Pour des raisons techniques, il est temporairement impossible d'afficher le graphique qui aurait dû être présenté ici.

Voir la requête brute et les sources sur Wikidata.

## Compagnies aériennes et destinations
| Compagnies  | Destinations                                                 |
| ----------- | ------------------------------------------------------------ |
| Sky Express | Astypalée, Athènes E.-Venizélos, Kos, Leros, Rhodes-Diagoras |

Édité le 03/12/2019  Actualisé le 13/05/2023